# Swan (Unwritten Law)
Swan è il sesto album in studio del gruppo punk rock statunitense Unwritten Law, pubblicato nel 2011.

## Tracce
1. Starships and Apocalypse
2. Nevermind
3. Dark Dayz
4. Last Chance
5. Sing
6. Superbad
7. Let You Go
8. Chicken (Ready to Go) (feat. Del the Funky Homosapien)
9. On My Own
10. Love Love Love
11. Swan Song